# Antoni Aige i Sánchez
Antoni Aige i Sánchez (Lleida, 10 de setembre de 1952) és un arquitecte i polític català, diputat al Parlament de Catalunya en la IV Legislatura.
Llicenciat en arquitectura per l'Escola Tècnica Superior d'Arquitectura de Barcelona (ETSAB) i membre del Col·legi d'Arquitectes de Catalunya. De 1983 a 1990 treballà com a arquitecte en la Cambra de la Propietat Urbana de Lleida, i de 1990 al 1996 com a funcionari del cos tècnic superior al Departament d'Economia i Finances de la Generalitat de Catalunya. A les eleccions municipals espanyoles de 1995 fou elegit paer de Lleida pel Partido Popular i membre del Jurat d'Expropiació de la Generalitat de Catalunya a Lleida.
El juny de 1996 va ocupar l'escó de Juan Barios Ortiz, que havia estat elegit diputat a les eleccions al Parlament de Catalunya de 1995. Ha estat membre de la Comissió d'Agricultura, Ramaderia i Pesca, de la Comissió del Síndic de Greuges, de la Comissió d'Estudi sobre el Concert Econòmic com a Via per a l'Adequat Finançament de l'Autonomia de Catalunya i de la Comissió de Política Territorial.